# Jollyville
Jollyville è un census-designated place (CDP) diviso tra le contee di Travis e Williamson, Texas, Stati Uniti. La popolazione era di 16 151 abitanti al censimento del 2010. È un sobborgo situato a nord di Austin.

## Geografia fisica
Secondo l'Ufficio del censimento degli Stati Uniti, ha una superficie totale di 2,75 mi² (7,12 km²).

## Storia
L'area venne colonizzata da Henry Rhodes che, nel 1841, ottenne una concessione terriera di circa 1.000 acri (4 km²) dalla Repubblica del Texas. Il nome, tuttavia, deriva da un colono successivo, tale John G. (probabilmente Gray, ma non esistono prove per il secondo nome) Jolly, che acquistò 160 acri (0,65 km²) nel 1866. John e sua moglie, Nancy Isabell (Guill) Jolly, gestivano un negozio di generi vari e una ferramenta. I Jolly donarono i terreni per una scuola e il cimitero in cui furono sepolti. Jollyville rimase una piccola comunità per decenni; solo venti famiglie vivevano nell'area nel 1960. Alla fine, la crescita della vicina Austin portò allo sviluppo di Jollyville come sobborgo.

## Società

### Evoluzione demografica
Secondo il censimento del 2010, la popolazione era di 16 151 abitanti.

### Etnie e minoranze straniere
Secondo il censimento del 2010, la composizione etnica del CDP era formata dal 76,6% di bianchi, il 6,2% di afroamericani, lo 0,6% di nativi americani, l'8,7% di asiatici, lo 0,1% di oceanici, il 4,1% di altre razze, e il 3,7% di due o più razze. Ispanici o latinos di qualunque razza erano il 17,1% della popolazione.